# Вінаяк Кіртане
Вінаяк Джанардан Кіртане (маратхі:थोरले माधवराव पेशव, 1840 —1891) — індійський письменник та драматург, що складав свої твори мовою маратхі.

## Творчість
З діяльністю Кіртане пов'язана поява історичної драми. Найбільш відомим твором з доробку Кіртане є твір «Смерть пешви Мадхав Рао» 1861 року. Основою сюжету драми послужили історичні події, що сталися в роки правління пешви Мадхав Рао I. Єдність і згуртованість, що сприяли створенню імперії Маратхі, змінилися зіткненням особистих інтересів великих феодалів, чварами, а двір пешви живе в атмосфері безтурботності і благодушності. Небезпеку становища країни розкриває Рамшастрі — головний суддя пешви, наділений незвичайним розумом і сповнений почуттям відповідальності.
У 1868 році Вінаяк Кіртане перетворив свій твір на п'єси й поставив у театрі в Пуні. На відміну від Вішнудаса Бхаве відкинув музичне оформлення та віршований текст, замінивши його прозою. Саме з діяльністю Вінаяка пов'язано виникнення напрямку у маратському театру, де увесь текст читається прозою.
На жаль, драматургу не багато вдалося зробити — він помер досить молодим, у 51 рік.